# Anthidium decaspilum
Anthidium decaspilum là một loài Hymenoptera trong họ Megachilidae. Loài này được Moure mô tả khoa học năm 1957.